# Eddington Medal
De Eddington Medal, is een hoge onderscheiding die sinds 1953 (gemiddeld) om de twee jaar wordt toegekend door de Britse Royal Astronomical Society voor uitzonderlijk verdienstelijk onderzoek op het gebied van de theoretische astrofysica. De onderscheiding is vernoemd naar de Engelse astronoom Arthur Eddington.

## Winnaars
- 1953 Georges Lemaître[1]
- 1955 Hendrik C. van de Hulst[2]
- 1958 Horace W. Babcock[3]
- 1959 James Stanley Hey[4]
- 1960 Robert d'Escourt Atkinson[5]
- 1961 Hans Albrecht Bethe[6]
- 1962 André Lallemand[7]
- 1963 Allan R. Sandage, Martin Schwarzschild[8]
- 1964 Herbert Friedman, Richard Tousey[9]
- 1965 Robert Pound, Glen A. Rebka[10]
- 1966 Rupert Wildt[11]
- 1967 Robert F. Christy[12]
- 1968 Robert Hanbury Brown, Richard Q. Twiss[13]
- 1969 Antony Hewish[14]
- 1970 Chushiro Hayashi[15]
- 1971 Desmond George King-Hele[16]
- 1972 Paul Ledoux[17]
- 1975 Stephen Hawking, Roger Penrose[18]
- 1978 William A. Fowler[19]
- 1981 Philip James Edwin Peebles[20]
- 1984 Donald Lynden-Bell[21]
- 1987 Bohdan Paczynski[22]
- 1990 Icko Iben[23]
- 1993 Leon Mestel[24]
- 1996 Alan Guth
- 1999 Roger Blandford
- 2002 Douglas O. Gough
- 2005 Rudolph Kippenhahn[25]
- 2007 Igor D. Novikov[26]
- 2009 Jim Pringle[27]
- 2011 Gilles Chabrier[28]
- 2013 James Binney
- 2014 Andrew King
- 2015 Rashid Sunyaev
- 2016 Anthony Bell
- 2017 Cathie Clarke
- 2018 Claudia Maraston
- 2019 Bernard F. Schutz
- 2020 Steven Balbus
- 2021 Hiranya Peiris
- 2022 Alan Heavens
- 2023 Monika Mościbrodzka
- 2024 Pedro G. Ferreira
- 2025 Douglas C. Heggie